# Chypre (parfumerie)
 (novembre 2017).
Si vous disposez d'ouvrages ou d'articles de référence ou si vous connaissez des sites web de qualité traitant du thème abordé ici, merci de compléter l'article en donnant les références utiles à sa vérifiabilité et en les liant à la section « Notes et références ».
Pour les articles homonymes, voir Chypre.

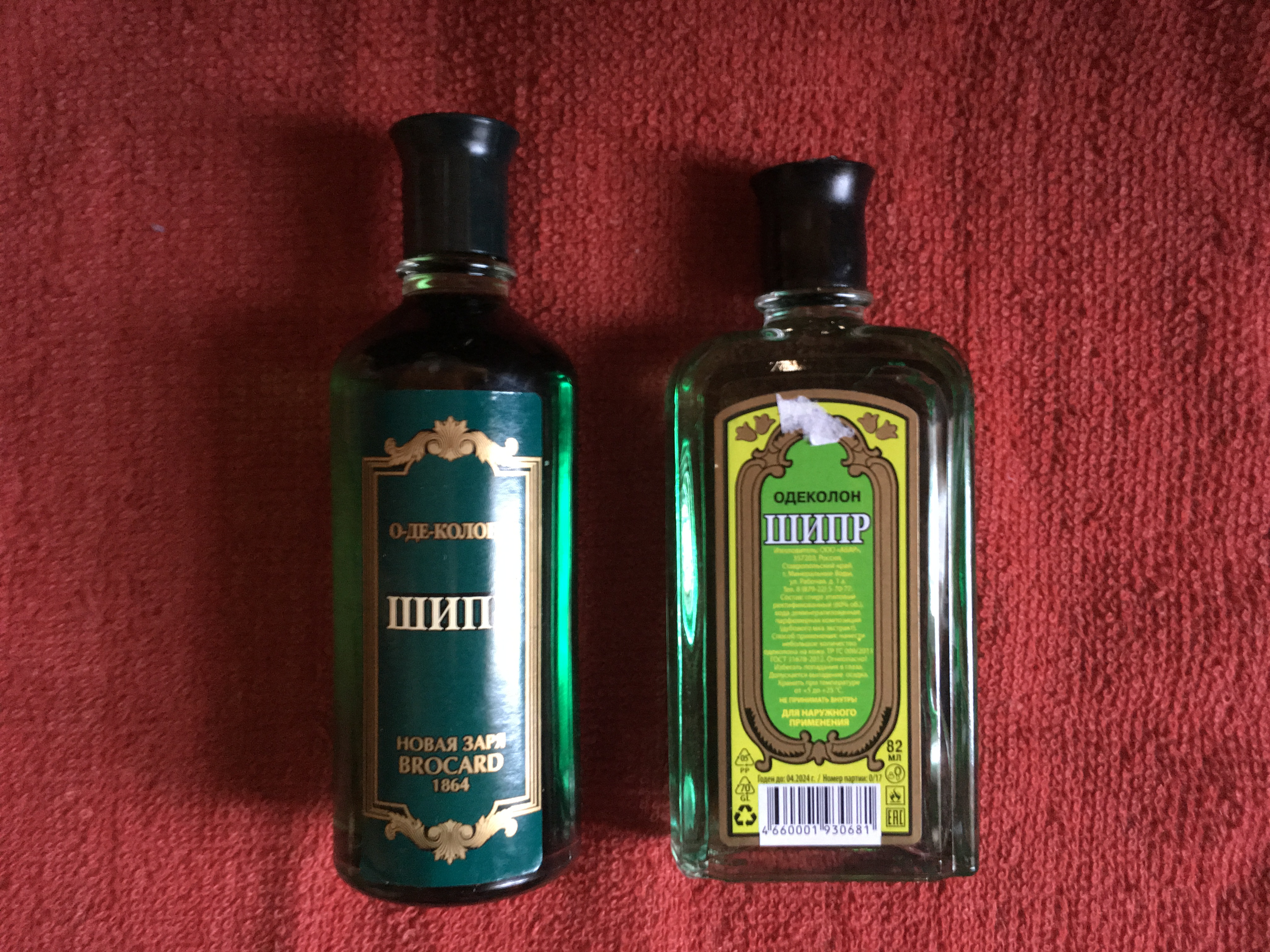
Chypré de Cologne

Le chypre ou cypre est une base de parfum dont l'une des composantes traditionnelles était extraite d'un lichen qui pousse sur le chêne (Evernia prunastri), nommée « mousse de chêne ». En raison de son fort potentiel allergène, la teneur maximale en extrait de mousse de chêne fut limitée par l'Union européenne à 0,01 % dans le produit final. En conséquence, l'extrait de mousse de chêne est aujourd’hui presque entièrement remplacé par les composés chimiques Evernyl et Orcinyl 3, aussi dans les chypres.
Cette préparation, appelée aux XVIe et XVIIe siècles « poudre de Chypre » servant à blanchir les perruques et à tuer les mites qui s'y logeaient, a été utilisé comme note de base au parfum Chypre créé par Guerlain en 1840 puis au parfum du même nom créé par François Coty en 1917.
On retrouve cette note dans certains grands classiques de la parfumerie :
Femme : Mitsouko (Guerlain), Dolce Vita (Dior)… Homme : Davidoff (Davidoff)…
Les parfums « chyprés », puissants et assez persistants, ont eu beaucoup de succès, mais beaucoup ont disparu aujourd’hui. Le succès de « Chypre » en a fait le chef de file d'une grande famille qui regroupe des parfums basés principalement sur des accords de mousse de chêne, de ciste-labdanum, de patchouli, de bergamote, de rose, etc. Cette famille est subdivisée en chypre fleuri, chypre fleuri aldéhydé, chypre fruité, chypre vert, chypre aromatique, chypre cuir.
Actuellement, certains parfums sont classés abusivement dans les « chyprés » mais ne contiennent pas du tout la composante aromatique spécifique, c'est le cas de Fahrenheit de Dior.

## Symbolisme
Les noces de chypre symbolisent les six ans de mariage dans le folklore français.